# Maskarada (film 1941)
Maskarada (ros. Маскарад, Maskarad) – radziecki dramat historyczny z 1941 roku w reżyserii Siergieja Gierasimowa z czasów II wojny światowej. Powstał na podstawie sztuki  Michaiła Lermontowa o tym samym tytule. Film został przygotowany i zrealizowany z okazji setnej rocznicy śmierci pisarza. Uroczystość upamiętniającą obchodzono w pierwszym roku wojny.

## Fabuła
Akcja rozpoczyna się, gdy piękna Nina gubi bransoletkę podczas balu maskowego. Inna kobieta odnajduje ją i nie ujawniając tego, daje ją zagorzałemu wielbicielowi – młodemu oficerowi kawalerii podczas balu. Ów oficer przedtem spędził wieczór grając z Arbieninem – mężem Niny. Gdy młody oficer pokazuje bransoletkę Arbieninowi, mąż zaczyna podejrzewać, że został zdradzony przez żonę.

## Obsada
- Siergiej Gierasimow jako nieznajomy
- Nikołaj Mordwinow jako Arbienin
- Tamara Makarowa jako Nina
- Michaił Sadowski jako książę Zwiezdicz
- Sofja Magariłł jako baronowa Sztral
- Antonin Pankryszew jako Kazarin
- Emil Gal jako Szprich